# Miguel Hidalgo, Thành phố México
Miguel Hidalgo là một đô thị thuộc Thành phố México, México. Năm 2005, dân số của đô thị này là 353534 người.